# Бенраад, Мириам
Мириам Бенраад (фр. Myriam Benraad, род. март 1981) — французский политолог. Она специализируется на политике арабского мира.

## Карьера
Мириам Бенраад окончила Институт политических исследований в 2002 году. Затем она получила докторскую степень в области политических наук в том же учреждении в 2011 году.
Бенраад была одним из первых исследователей Исламского Государства Ирака и Леванта, ведя хронику нарастания его мощи, начиная с 2006 года, и его центральную роль в эволюции и реконфигурации власти, которые случились с тех пор в Ираке. Её докторская диссертация, защищённая в январе 2011 года, посвящена социально-политическому групповому опыту иракских арабов-суннитов в контексте американской оккупации Ирака.
В 2013 году она стала исследователем в Институте исследований арабского и мусульманского мира.
В 2015 году Бенраад вошла в число трёх финалистов премии Бриенна за геополитические произведения, присуждаемой ассоциацией Lire la Société совместно с Министерством обороны Франции, а также премии Worlds at War, Worlds at Peace от Исторической книжной ярмарки в Вердене за её работу «Ирак: месть истории. От иностранной оккупации к Исламскому государству» (фр. Irak : la revanche de l'Histoire. De l'occupation étrangère à l'État islamique). Эта работа также стала предметом многочисленных обзоров в популярных СМИ.
В 2017 году она начала преподавать на факультете Лейденского университета в Лейдене, Нидерланды. В 2019 году Мириам была консультантом Министерства Европы и иностранных дел Франции и Министерства обороны Франции по вопросам восстановления Ирака.
Бенраад оказывала профессиональные услуги Французской ассоциации политических наук, Ассоциации ближневосточных исследований и Международному центру по борьбе с терроризмом.
Бенраад также работала над темами киберзапугивания и киберпреследования, критикуя правительства за отсутствие реакции на эти проблемы по мере того, как они становились всё более известными, и описывая развитие киберпсихопатов как новый тип насилия.

## Избранные труды
- "Les sunnites, l’Irak et l’État islamique", Esprit, 2014
- Irak, la revanche de l'histoire. De l’occupation étrangère à l’État islamique, 2015
- L’Irak par-delà toutes les guerres. Idées reçues sur un état en transition, 2018